# Jurij Wilkul

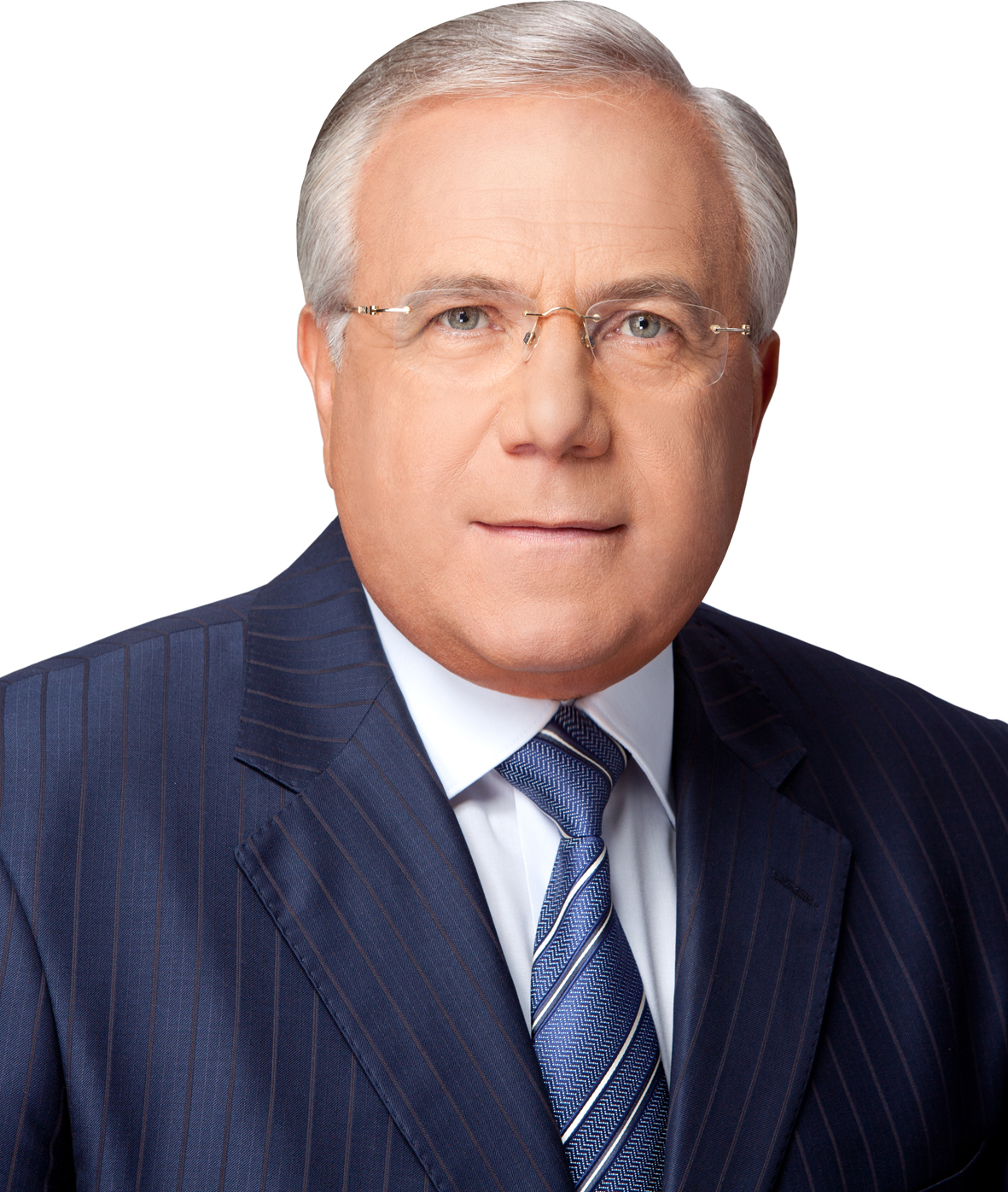
Jurij Wilkul 2010

Jurij Hryhorowytsch Wilkul (* 14. November 1949 in Krywyj Rih, Ukrainische SSR) ist ein ukrainischer Politiker, ehemaliger Bürgermeister von Krywyj Rih sowie ehemaliger Rektor der Technischen Universität Krywyj Rih.

## Leben
Jurij Wilkul kam in Krywyj Rih im Westen der Oblast Dnipropetrowsk zur Welt und studierte dort zwischen 1968 und 1973 an der Technischen Universität. Von 1987 bis 2006 war er an der Technischen Universität Krywyj Rih zuerst als Dozent, dann als außerordentlicher Professor, Leiter des Forschungskomplexes, Abteilungsleiter, schließlich Vizerektor, Prorektor und seit 2003 als Rektor tätig. Zwischen dem 30. August 2006 und dem 3. Juni 2010 war er Vorsitzender des Oblastparlamentes der Oblast Dnipropetrowsk. Anschließend war er bis November 2010 wieder als stellvertretender Rektor an seiner Universität und wurde im November 2010 zum Bürgermeister von Krywyj Rih gewählt. Wilkul ist Ehrenbürger seiner Heimatstadt.
Er war Mitglied der KPU, dann der Partei der Regionen und kandidierte bei der Kommunalwahl 2015 für den Oppositionsblock.
Sein Sohn Oleksandr Wilkul (* 1974) ist ebenfalls Politiker und Mitglied des Oppositionsblocks.

### Kommunalwahl 2015/2016
Bei den Kommunalwahlen im November 2015 in Krywyj Rih siegte Wilkul im zweiten Wahlgang sehr knapp gegen seinen Herausforderer um das Bürgermeisteramt. Jedoch wurde ihm Wahlfälschung vorgeworfen und es kam zu Protesten in der Stadt.
Der noch unter der Präsidentschaft von Wiktor Janukowytsch eingesetzte Leiter der Zentralen Wahlkommission Mychajlo Ochendowskyj hingegen hält die Wahl für rechtmäßig und die Infragestellung deren Legitimität für politisch motiviert.
Am 23. Dezember 2015 beendete die Werchowna Rada die Befugnisse von Jurij Wilkul als Bürgermeister von Krywyj Rih und ordnete eine Neuwahl des Bürgermeisters für den 27. März 2016 an. Bei einer Wahlbeteiligung von 55,88 % gewann Wilkul die Neuwahl mit 73 % der Stimmen. Sein Herausforderer Semen Sementschenko, der  als Kommandeur des paramilitärischen Bataillon Donbas im Ostukraine-Krieg bekannt wurde, kam lediglich auf 11 % der Stimmen.
Bei den Kommunalwahlen 2020 kündigte Wilkul am 17. November 2020 in einer Ansprache an, dass er seine Kandidatur „aus gesundheitlichen Gründen“ zugunsten seines Parteigenossen Kostjantyn Pawlow zurückziehe und rief die Einwohner von Krywyj Rih auf, diesen zu unterstützen.